# توني بوند (لاعب اتحاد الرغبي)
توني بوند (بالإنجليزية: Tony Bond)‏ هو لاعب اتحاد الرغبي بريطاني، ولد في 3 أغسطس 1953 في مانشستر في المملكة المتحدة.

## وصلات خارجية
- توني بوند عل موقع إسبنسكروم (الإنجليزية)